# دونالد كارسون
دونالد كارسون (بالإنجليزية: D. A. Carson)‏ (و. 1946 – م) هو عالم عقيدة، ومؤلِّف، وأستاذ جامعي، من كندا، ولد في مونتريال.

## التعليم
تعلم في جامعة مكغيل، وToronto Baptist Seminary and Bible College ‏، وجامعة كامبريدج.

## روابط خارجية
- دونالد كارسون على موقع ديسكوغز (الإنجليزية)